# Match à deux
Match à deux (titre original: The Slugger's Wife) est un film américain réalisé par Hal Ashby, sorti en 1985.

## Synopsis
C'est une histoire d'amour pas toujours simple entre une star du baseball et une chanteuse.

## Fiche technique
- Réalisation : Hal Ashby
- Scénario : Neil Simon
- Production : Columbia Pictures
- Musique : Patrick Williams
- Durée : 105 minutes
- Genre : comédie romantique
- Pays de production :  États-Unis
- Dates de sortie :
  - États-Unis : 29 mars 1985
  - France : (DVD)

## Distribution
- Michael O'Keefe : Darryl Palmer
- Rebecca De Mornay : Debby (Huston) Palmer
- Martin Ritt : Burly DeVito
- Randy Quaid : Moose Granger
- Cleavant Derricks : Manny Alvarado
- Lisa Langlois : Aline Cooper
- Loudon Wainwright III : Gary
- Georgann Johnson : Marie DeVito
- Danny Tucker : Coach O'Brien
- Lynn Whitfield : Tina Alvarado
- Al Garrison : Guard
- NiCandra Hood : Nurse
- Ginger Taylor : Sherry
- Kay McClelland : Peggy
- Julie Kemp : Paloma

## Nominations
La chanson du film Oh, Jimmy! a été nommée "pire chanson originale" lors de la 6e cérémonie des Razzie Awards.